# イソプロピルアミノエチルメチル亜ホスホン酸エステル
イソプロピルアミノエチルメチル亜ホスホン酸エステルとはVXガスの前駆体である化学物質。NATOでの呼び名はQL。

## 化学戦争での使用
イソプロピルアミノエチルメチル亜ホスホン酸エステルはバイナリ化学兵器の成分であり、主にVX神経作用薬である 。それは、メチルホスホニルジフルオリド（DF）と一緒に、ユニタリ化学兵器の老朽化した貯蔵庫を置き換えるために1980年代に開発されたイソプロピルアミノエチルメチル亜ホスホン酸エステルは、化学兵器禁止条約により「スケジュール1」化学物質としてリストされている 。

## 毒性
イソプロピルアミノエチルメチル亜ホスホン酸エステル自体は比較的毒性のない化学物質である。しかしながら、硫黄と反応すると、対応するQLの硫化物が異性化して毒性の高いVXガスとなる。